# Aldous Huxley
Aldous Leonard Huxley, angleški pisatelj, pesnik, scenarist, kritik in filozof, * 26. julij 1894, Godalming, Surrey, Anglija, † 22. november 1963, Los Angeles, ZDA.
Huxley se je rodil v ugledni angleški rodbini Huxley kot sin angleškega pisatelja in urednika Leonarda Huxleyja, njegov ded je bil slavni naravoslovec Thomas Henry Huxley. Njegova brata sta evolucijski biolog in humanist Julian Huxley ter fiziolog in nobelovec Andrew Huxley.
Kot otrok si je želel postati zdravnik, a je pri šestnajstih letih med študijem na kolidžu Eton dobil očesno bolezen (keratitis oz. vnetje roženice), zaradi katere je bil dve leti skoraj slep in tudi po tistem do konca življenja slabo videl. Zato je vpisal študij književnosti na kolidžu Balliol v Oxfordu, kjer je leta 1916 diplomiral. Med 1. svetovno vojno je delal kot uradnik, po njej nekaj let poučeval na Etonu, leta 1920 pa je postal poklicni pisec. Leta 1919 se je poročil z Belgijko Mario Nys in imel z njo enega otroka (Matthew Huxley, 1920–2005).
Pisateljsko kariero je pričel kot gledališki kritik in v prostem času pisal pesmi, eseje ter fikcijo. Njegov prvi roman je bil Chrome Yellow (1921), satirična kritika elitnih umetnikov tiste dobe, ki sta ji kmalu sledila še dva podobna romana. Z družino je nekaj let živel v Italiji. Leta 1932 je izšlo njegovo najbolj znano delo, antiutopični roman Krasni novi svet, v katerem je opisal družbo prihodnosti kot umetno vzdrževano razredno družbo pod totalitarno oblastjo, kjer vlada ohranja stabilnost z instantnim zadovoljevanjem potreb, ki jih sama pogojuje.
V kasnejših letih se je Huxley usmeril k bistvenim vprašanjem filozofije, etike, sociologije in politike. Ob bližajoči se novi svetovni vojni se je pridružil pacifističnemu gibanju in je imel več javnih predavanj o miru ter internacionalizmu. Leta 1937 se je z družino preselil v Južno Kalifornijo, kjer je živel do svoje smrti. Leto dni po ženini smrti leta 1955 se je poročil z italijansko violinistko in psihoterapevtko Lauro Archera.
V času svojega bivanja v Hollywoodu se je preizkusil kot scenarist, a večjega uspeha ni dosegel. Konec štiridesetih in v petdesetih letih se je usmeril v misticizem ter pričel eksperimentirati s psihoaktivnimi drogami (predvsem LSD) kot sredstvom za doseganje transcendence. S pomočjo prijatelja Geralda Hearda se je seznanil z Vedantizmom, meditacijo in vegetarijanstvom. Leta 1960 so mu zdravniki diagnosticirali raka. Njegovo zdravje se je v naslednjih letih vztrajno slabšalo. Napisal je še utopični roman Island (1962), nato pa konec leta 1963 umrl. Njegova zadnja želja je bil odmerek LSD-ja, ki mu ga je žena dala tik pred smrtjo.

## Dela
Romani
- Crome Yellow (1921)
- Antic Hay (1923); preveden v slovenščino 1966 kot Groteskni ples (COBISS)
- Those Barren Leaves (1925)
- Point Counter Point (1928); preveden v slovenščino 1971 kot Kontrapunkt življenja (COBISS)
- Brave New World (1932); preveden v slovenščino 1964 kot Krasni novi svet (COBISS)
- Eyeless in Gaza (1936)
- After Many a Summer Dies the Swan (1939)
- Time Must Have a Stop (1944)
- Ape and Essence (1948)
- The Genius and the Goddess (1955)
- Island (1962)

Kratke zgodbe
- Limbo (1920)
- Mortal Coils (1922)
- Little Mexican (v ZDA pod naslovom Young Archimedes) (1924)
- Two or Three Graces (1926)
- Brief Candles (1930)
- Jacob's Hands: A Fable (pozna trideseta, ponovno odkrita leta 1997), soavtor Christopher Isherwood
- Collected Short Stories (1957)

Poezija
- The Burning Wheel (1916)
- Jonah (1917)
- The Defeat of Youth (1918)
- Leda (1920)
- Arabia Infelix (1929)
- The Cicadas (1931)
- First Philosopher's Song

Potopisi
- Along The Road (1925)
- Jesting Pilate (1926)
- Beyond the Mexique Bay (1934)

Dramatika
- Now More Than Ever (University of Texas, Austin, 1997)
- The Ambassador of Captripedia (1967)
- The Genius and the Goddess (odrska upodobitev, soavtorica Betty Wendel, 1958)
- Mortal Coils - A Play (odrska upodobitev dela The Gioconda Smile, 1948, slov. Giocondin nasmeh)
- The World of Light (1931)
- The Discovery (priredba izvirnika Francisa Sheridana, 1924)

Zbirke esejev
- On the Margin (1923)
- Along the Road (1925)
- Essays New and Old (1926)
- Proper Studies (1927)
- Do What You Will (1929)
- Vulgarity in Literature (1930)
- Music at Night (1931)
- Texts and Pretexts (1932)
- The Olive Tree (1936)
- Words and their Meanings (1940)
- The Art of Seeing (1942); preveden v slovenščino 1988 kot Umetnost vida (COBISS)
- The Perennial Philosophy (1945)
- Science, Liberty and Peace (1946)
- Themes and Variations (1950)
- Tomorrow and Tomorrow and Tomorrow (1952)
- The Doors of Perception (1954); preveden v slovenščino 1993 kot Vrata zaznavanja (COBISS)
- Heaven and Hell (1956); preveden v slovenščino 1993 kot Nebesa in pekel (COBISS)
- Adonis and the Alphabet (1956)
- Collected Essays (1958)
- Brave New World Revisited (1958); preveden v slovenščino 2005 kot Krasni novi svet - revizija (COBISS)
- Literature and Science (1963)

Filozofija
- Ends and Means (1937)
- The Perennial Philosophy (1944) (ISBN 0-06-057058-X)

Biografija in neleposlovna dela
- The Devils of Loudun (1953) (ISBN 0-7867-0368-7)
- Grey Eminence (1941) (ISBN 0-7011-0802-9)
- Selected Letters (2007) (ISBN 1-56663-629-9)

Otroška literatura
- The Crows of Pearblossom (1967)
- The Travails and Tribulations of Geoffrey Peacock (1967)

Zbirke
- Texts and Pretexts (1933)
- Collected Short Stories (1957)
- Collected Essays (1958)
- Moksha: Writings on Psychedelics and the Visionary Experience (1977)
- The Human Situation: Lectures at Santa Barbara, 1959 (1977)

Poleg tega je napisal še mnogo člankov za revijo Vedanta and the West (publikacijo Vedantskega društva Južne Kalifornije) in scenarije za več filmov.